# 34017 Geeve
34017 Geeve este o planetă minoră (asteroid), cu un diametru de 6,35 km, din centura de asteroizi. A fost descoperită pe 23 iulie 2000 la Experimental Test Site⁠(d) de Lincoln Near-Earth Asteroid Research. 
Obiectul prezintă o orbită caracterizată de o semiaxă mare de 2,775797 UAi, o excentricitate de 0,08, o înclinație de 1,7591 ° în raport cu ecliptica.